# Benjamin Siegrist
Benjamin Kevin Siegrist (Therwil, 31 de enero de 1992) es un futbolista suizo. Juega de guardameta y su equipo es el Genoa C. F. C. de la Serie A.

## Clubes
| Club                               | País          | Año           |
| ---------------------------------- | ------------- | ------------- |
| Aston Villa F. C.                  | Inglaterra    | 2012-2016     |
| Burton Albion F. C. (préstamo)     | Inglaterra    | 2013          |
| Cambridge United F. C. (préstamo)  | Inglaterra    | 2014          |
| Solihull Moors F. C. (préstamo)    | Inglaterra    | 2015-2016     |
| Wycombe Wanderers F. C. (préstamo) | Inglaterra    | 2016          |
| F. C. Vaduz                        | Liechtenstein | 2016-2018     |
| Dundee United F. C.                | Escocia       | 2018-2022     |
| Celtic F. C.                       | Escocia       | 2022-2024     |
| Rapid de Bucarest                  | Rumania       | 2024-presente |
| Genoa C. F. C. (préstamo)          | Italia        | 2025-presente |

## Palmarés

### Títulos nacionales
| Título                     | Club                 | País          | Año     |
| -------------------------- | -------------------- | ------------- | ------- |
| National League North      | Solihull Moors F. C. | Inglaterra    | 2015-16 |
| Copa de Liechtenstein      | F. C. Vaduz          | Liechtenstein | 2016-17 |
| Copa de Liechtenstein      | F. C. Vaduz          | Liechtenstein | 2017-18 |
| Scottish Championship      | Dundee United F. C.  | Escocia       | 2019-20 |
| Copa de la Liga de Escocia | Celtic F. C.         | Escocia       | 2022-23 |
| Scottish Premiership       | Celtic F. C.         | Escocia       | 2022-23 |
| Copa de Escocia            | Celtic F. C.         | Escocia       | 2022-23 |
| Scottish Premiership       | Celtic F. C.         | Escocia       | 2023-24 |
| Copa de Escocia            | Celtic F. C.         | Escocia       | 2023-24 |

### Títulos internacionales
| Título                        | Equipo                    | Sede    | Año  |
| ----------------------------- | ------------------------- | ------- | ---- |
| Copa Mundial de Fútbol Sub-17 | Selección sub-17 de Suiza | Nigeria | 2009 |

### Distinciones individuales
| Distinción                                           | Año  |
| ---------------------------------------------------- | ---- |
| Copa Mundial de Fútbol Sub-17 de 2009: Guante de oro | 2009 |